# Incendiile din Rusia (2010)

Regiuni afectate de incendii pe 31 iulie 2010 în Rusia

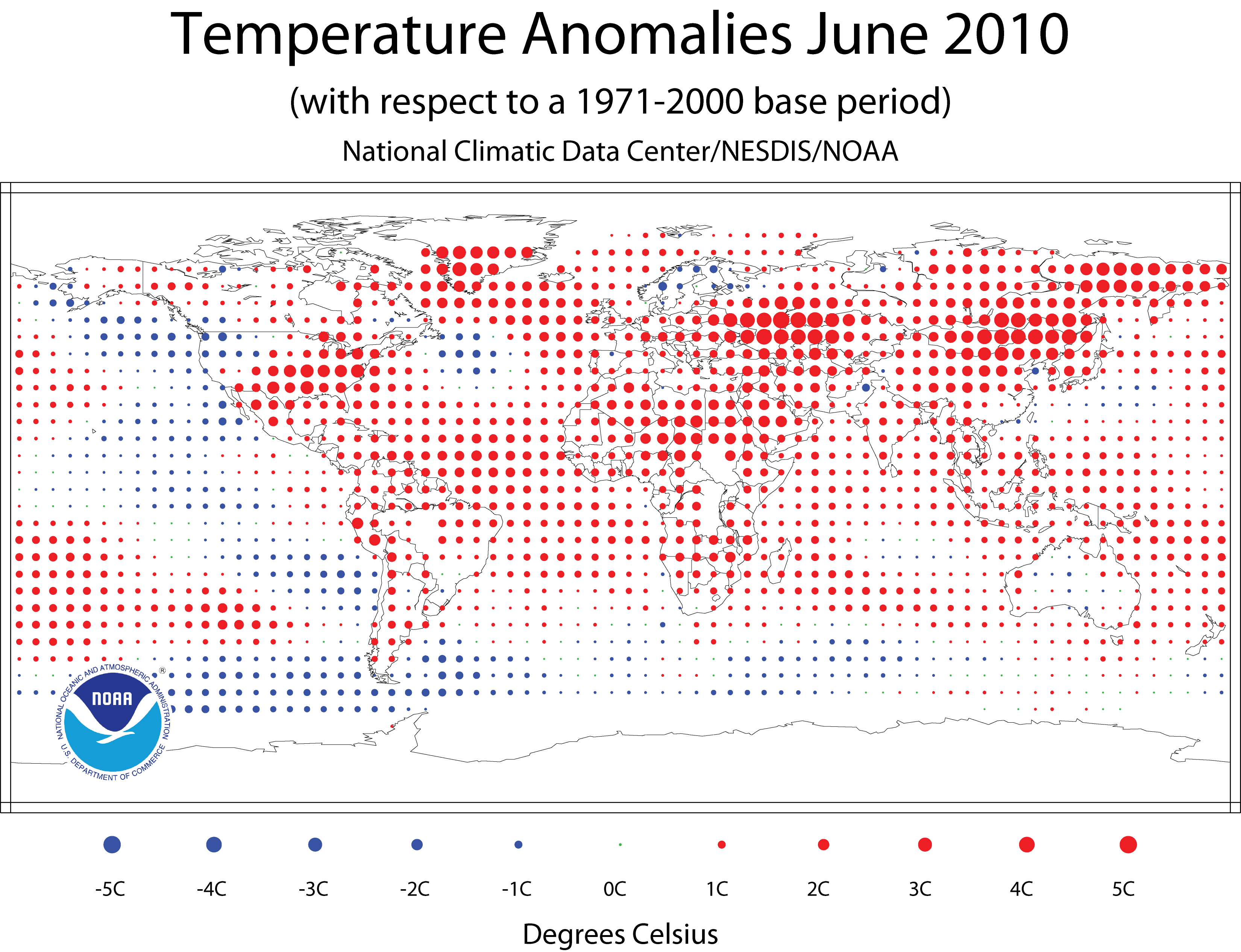
Anomalii de temperatură în întreaga lume: iunie 2010

Incendiile din Federația Rusă din anul 2010 reprezintă o serie de sute de incendii care au izbucnit pe teritoriul Rusiei, în special în partea de vest, începând cu sfârșitul lunii iulie 2010, din cauza temperaturilor record (cea mai fierbinte vară din istoria Rusiei) și a secetei în regiune. Președintele rus Dmitri Medvedev a declarat stare de urgență în șapte regiuni afectate de incendii, în timp ce alte 28 de regiuni au fost sub stare de urgență din cauza dispariției culturilor ca urmare a secetei din Rusia. Incendiile au provocat pagube de aproximativ 15 miliarde de dolari până acum.